# 머코

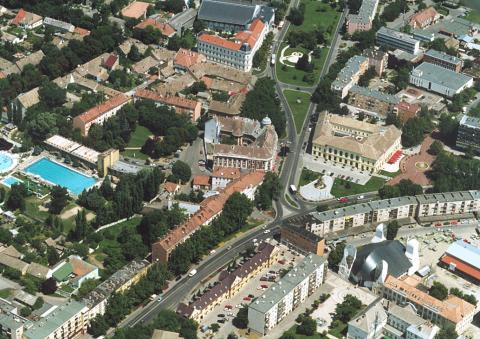

머코(헝가리어: Makó, 루마니아어: Macǎu, 이디시어: מאַקאָוו Makov, 독일어: Makowa, 슬로바키아어: Makov)는 헝가리 남동부 촌그라드처나드주에 위치한 도시로, 면적은 229.23km2, 인구는 24,403명(2009년 기준), 인구 밀도는 107.5명/km2이다. 무레슈강과 접하며 루마니아 국경과 가까운 편이다. 헝가리 태생 미국의 언론인인 조지프 퓰리처가 태어난 곳이기도 하다.